# Беличья (приток Пульсца)
Бе́личья — река в России, в Каргасокском районе Томской области. Устье реки находится в 70 км по левому берегу реки Пульсец. Длина реки составляет 16 км.

## Данные водного реестра
По данным государственного водного реестра России относится к Верхнеобскому бассейновому округу, водохозяйственный участок реки — Обь от впадения реки Васюган до впадения реки Вах, речной подбассейн реки — Васюган. Речной бассейн реки — (Верхняя) Обь до впадения Иртыша.